# Paléolithique en Chine
Pour un article plus général, voir Préhistoire de la Chine.
Le Paléolithique en Chine est la période qui commence à l'arrivée des premiers humains sur le territoire actuel de la Chine, il y a plus de 2,1 millions d'années, au début du Pléistocène, et qui s'achève au Mésolithique, il y a environ 12 000 ans. Les premiers humains auraient d'abord occupé la zone subtropicale au sud du territoire, avant de s'étendre vers le nord.
Les deux crânes de l'Homme de Yunxian, datés de 936 000 ans, découverts au Hubei en 1989 et 1990, sont les plus anciens crânes fossiles relativement complets trouvés en Chine. À Zhoukoudian, près de Pékin, une équipe internationale découvrit de 1921 à 1937 les fossiles de l'Homme de Pékin, un Homo erectus daté de 780 000 à 300 000 ans avant le présent (AP). Ces hommes du Paléolithique inférieur employaient des outils de quartzite pour diverses activités, dont la chasse. 
Le plus ancien fossile attribué à Homo sapiens, une mandibule fragmentaire trouvée dans la grotte de Zhiren (Guangxi), est daté de 110 000 ans. De nombreuses dents fossiles d'Homo sapiens ont récemment été découvertes dans la grotte de Fuyan (Hunan), datées d'au moins 80 000 ans. Vers 40 000 ans avant le présent, la technique de débitage Levallois, qui semble provenir du Nord-ouest, est attestée dans le Nord de la Chine (Ningxia, lac Qinghai), aux confins de l'Altaï, tandis que dans le Sud la technique sur galets se poursuit avec quelques nuances. Plus tard, vers 30 000 ans AP, apparaissent, notamment à Zhoukoudian, des pratiques funéraires comparables à celles connues en Europe et au Moyen-Orient depuis quelques dizaines de milliers d'années.
Au sein des populations de chasseurs-cueilleurs de la fin du Paléolithique supérieur, dans le sud de la Chine (grotte de Yuchanyan), apparait une innovation précoce, une première céramique rudimentaire datée entre 18 000 et 14 000 ans avant le présent. Le Mésolithique, d'environ 12 000 à 8 000 ans AP, avec les premières céramiques plus élaborées, commence à la fin de la dernière période glaciaire et laisse entrevoir des comportements nouveaux chez les chasseurs-cueilleurs.

## Pléistocène inférieur
L'étude des premiers fossiles humains en Chine et de leur variation au cours du temps est un point essentiel pour faire avancer la compréhension des vagues de migration successives des Hommes depuis l'Afrique jusqu'à l'Asie orientale.
Les premiers humains sont arrivés en Chine il y a plus de 2,1 millions d'années, au début du Pléistocène. Leur arrivée marque le début du Paléolithique inférieur en Chine. Leur premier habitat aurait été la zone subtropicale dans le Sud de la Chine, et ils auraient traversé une période d'adaptation avant de se répandre plus au nord. Trois dents jugales humaines fossiles (Jianshi PA 1277-78-79), datées d'environ 2,1 Ma, ont été découvertes sur le site de Longgudong, xian de Jianshi, province du Hubei. Un peu plus tard, sur le site de Majuangou, dans le bassin de Nihewan, à l'ouest de Pékin, un outillage lithique daté de 1,66 Ma atteste la présence humaine dans le Nord de la Chine,. 

### Sites archéologiques
En 2017, plusieurs sites ayant livré des vestiges lithiques ou fossiles semblent pouvoir être retenus parmi les plus anciens de Chine  :
- Site de Shangchen, xian de Lantian, province du Shaanxi, 2,1 Ma
- Site de Longgudong, xian de Jianshi, province du Hubei (vers 2,1 Ma)[1]
- Site de Shangnabang, xian de Yuanmou, province du Yunnan : Homme de Yuanmou (1,7 Ma)
- Site de Majuangou, xian de Yangyuan, province du Hebei (1,66 Ma)[6]

À 980 m au-dessus du niveau de la mer, une technologie de type oldowayen, le site de Majuangou dans le bassin de Nihewan (à 120 km à l'ouest de Pékin, Chine du Nord) : à l'époque, une savane ouverte ponctuée de forêts, du milieu du Pléistocène. Des découvertes d'outils lithiques ont révélé de 1972 à 1982 la présence des plus anciens indices de l'homme en Chine du Nord (1,66 Ma). Des études proposaient en 2010, sur ce bassin, et avec plus de 100 sites répertoriés, des datations entre 10 000 ans et 1,66 Ma sur les éléments et objets trouvés sur le site.
- Site de Gongwangling, xian de Lantian, province du Shaanxi (1,63 Ma)
- Site de Xihoudu, xian de Ruicheng, province du Shanxi (1,4 Ma)

### Fossiles

#### Homme de Yuanmou
Deux incisives fossiles, connues sous le nom d'Homme de Yuanmou, découvertes en 1965, ont été datées à l'origine de 1,7 Ma, et cette datation a été confirmée en 2015. Ces deux dents ne sont pas attribuées précisément à ce jour (Homo sp.). 

#### Homme de Lantian

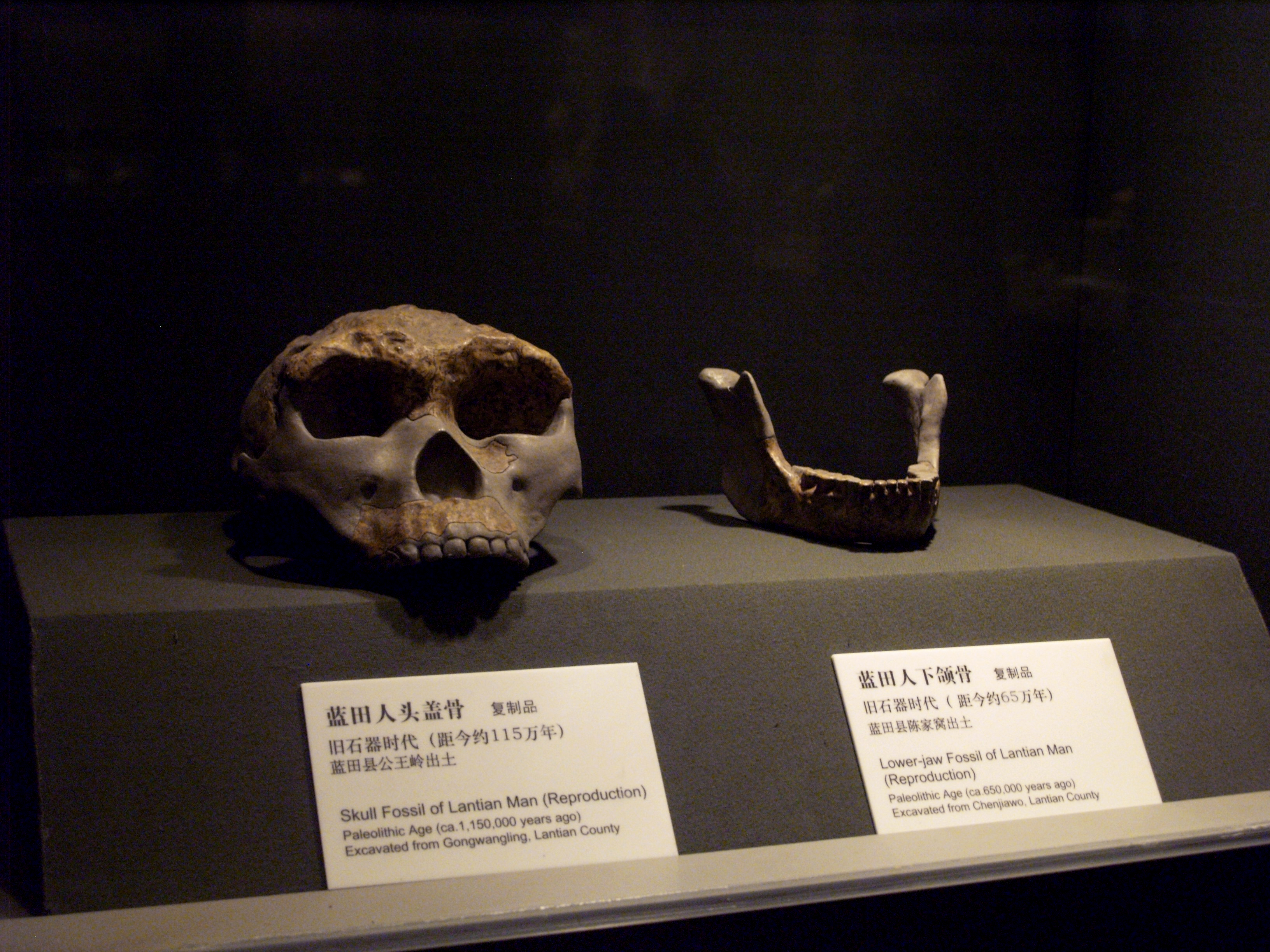
Vue d'artiste de l'Homme de Lantian, à partir de la calotte crânienne de Gongwangling.
À droite, la mandibule de Chenjiawo.
Musée d'Histoire du Shaanxi

Il y a 1,63 Ma parait l'Homme de Lantian. Une calotte crânienne humaine fossile a été découverte en 1964 sur le site de Gongwangling, dont la morphologie semble distincte de l'Homme de Pékin. Ce site se trouve à 250 km au nord-ouest du site de l'Homme de Yunxian. Le fossile a été daté en 2015 de 1,63 Ma, après plusieurs datations antérieures donnant une moindre ancienneté. La dernière étude avance que la complexité géologique du site aurait été mal évaluée par les études précédentes. Le crâne de Gongwangling est à ce jour le seul fossile humain significatif connu en Chine au-delà de 1 million d'années, la plupart des autres vestiges fossiles d'une ancienneté comparable ou supérieure étant des dents isolées.

#### Homme de Yunxian
Datés de 936 000 ans, les deux crânes de l'Homme de Yunxian, découverts au Hubei en 1989 et 1990, se trouvaient dans un environnement fossile de forêts présentant quelques espaces découverts. L'environnement forestier peut être apprécié pas sa faune ; celle-ci comprend le megaloceros, le tigre aux dents de sabre, le buffle d'eau, le rhinocéros de Chine et l'ours noir du Tibet (Ursus thibetanus) ainsi que l'éléphant aux défenses de sabre d'Asie (Stegodon orientalis), le panda géant et la hyène robuste (Adcrocuta eximia). Les espaces découverts sont signalés par un équidé : le cheval du Yunnan (Equus yunannensis).
L'Homme de Yunxian vit probablement de charognage et il est daté vers 936 000 avant le présent, antérieurement à la limite Brunhes–Matuyama, correspondant à la dernière inversion du champ magnétique terrestre (781 000 ans). Il est un jalon très important parmi les fossiles humains connus en Chine. L'homme de Yunxian vivait au cours d'une période de transition entre un climat chaud et un climat tempéré, au sein de cette faune riche et diversifiée. C'est aussi une faune commune à la Chine du Nord et du Sud, qui ne présente donc pas de différence de ce point de vue à cette époque.
L'industrie lithique associée aux fossiles comprend essentiellement des outils aménagés sur galet. 

### Sites contestés
Des traces présumées des premiers humains ont été annoncées par des paléoanthropologues chinois, mais demandent encore à être validées :
- Dongyaozitou (Hebei) : « un nucléus en quartzite » (vers 3 Ma)[15],[N 4].

- Grotte de Renzin (Renzindong), xian de Fanchang (Anhui) : « des pièces taillées, dont des nucléi à éclats et des éclats retouchés en outils » (2 Ma)[16]. Le caractère anthropique des artéfacts du site de Renzindong est contesté : il pourrait s'agir de formes produites par la nature, sans intervention humaine[1]. Seule la datation de 2 millions d'années pour ce site semble assurée en 2017.

- Grotte de Mohui, basin de Baise (ou Bose) (Guangxi) (vers 2 Ma) : deux dents qualifiées d'"humaines" ont été trouvées parmi 15 dents jugées non humaines, mais sans outillage lithique associé.

- Site de Longgupo, xian de Wushan (municipalité de Chongqing) (2,5 Ma)

Une mandibule fragmentaire connue sous le nom d'Homme de Wushan, trouvée sur le site de Longgupo dans la municipalité de Chongqing, site C III mur sud, niveaux 7 et 8, et les vestiges lithiques associés sur une surface de quatre mètres carrés, ont été datés en 2015 de 2,48 millions d'années par une équipe sino-française, incluant Éric Boëda. La mandibule évoque pour certains une morphologie intermédiaire entre Homo habilis et Homo ergaster, et pour d'autres une mandibule de ponginé (groupe des orang-outans). Le débat n'est pas tranché à ce jour.

## Pléistocène moyen
Contrairement aux évolutions techniques relevées en Afrique, en Europe et en Asie occidentale au cours du Pléistocène moyen, Homo erectus aurait peu fait évoluer ses techniques de travail de la pierre, en Asie orientale, pendant cette période .

### Homme de Pékin

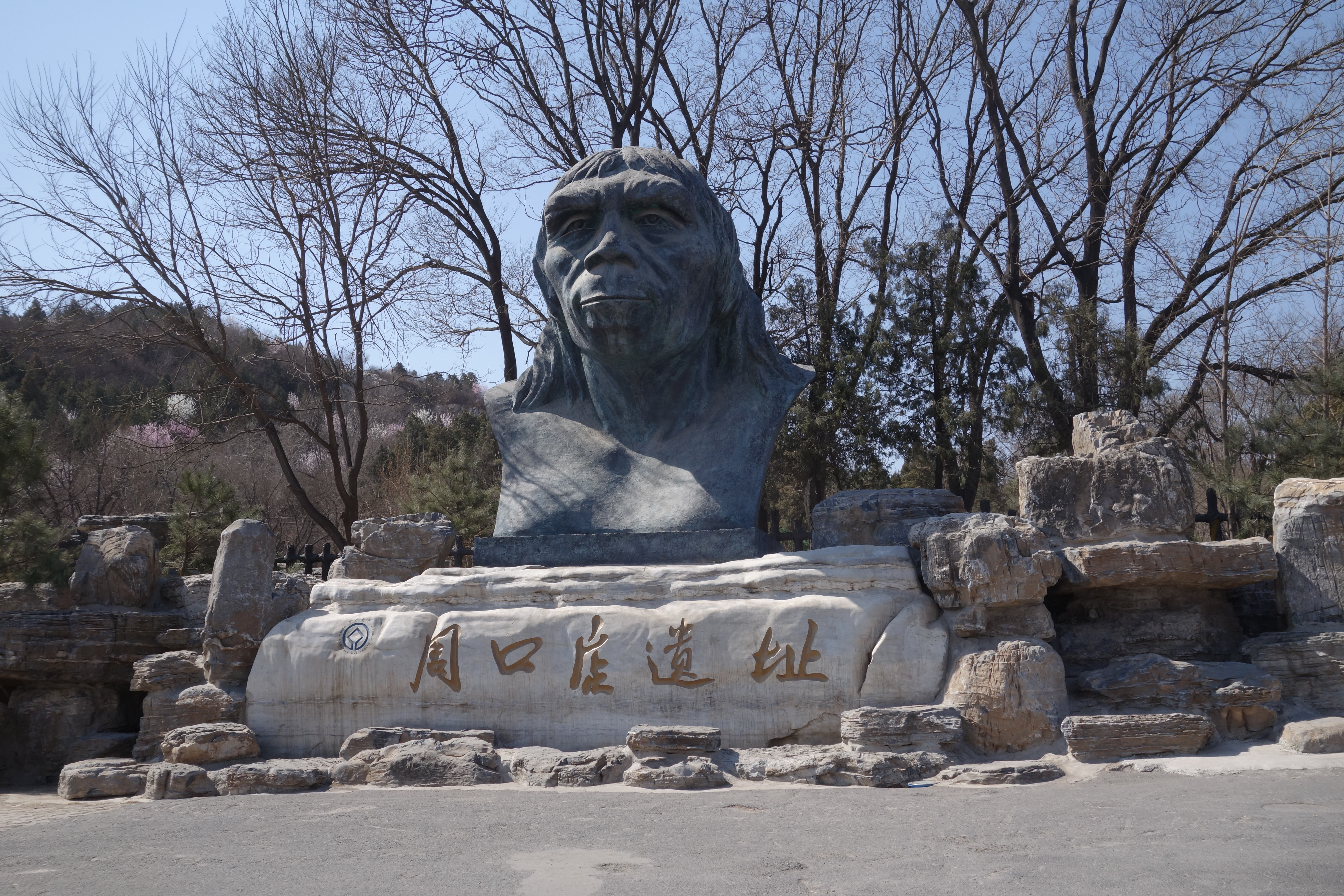
Une reconstitution de l'Homme de Pékin, à l'entrée du musée de Zhoukoudian

L'Homme de Pékin (Zhoukoudian, localité 1), un Homo erectus, dont les fossiles découverts entre 1921 et 1937 ont tous disparu en 1941, est daté de 780 000 à 300 000 ans. La première reconstitution de ce Sinanthrope a été obtenue en 1937, par le travail du scientifique Franz Weidenreich et de son assistante Lucie Swan, laquelle a su en donner une image modelée en argile mondialement connue, quoique relevant largement de la subjectivité.

### Homme de Nankin
Des recherches sur le site de la grotte de la Coloquinte (Huludong), à Tangshan, près de Nankin, auxquelles participe l'UMR 7194 du CNRS pour des études comparées avec le reste du monde du Paléolithique, donnent à deux crânes humains partiels, dénommés Homme de Nankin, une datation d'environ 640 000 ans.

### Mandibule de Chenjiawo
Une mandibule humaine fossile a été découverte en 1963 sur le site de Chenjiawo, proche du site de Gongwangling, dans le xian de Lantian. Elle est datée d'environ 630 000 ans et attribuée à l'espèce Homo erectus. On a trouvé sur ce site de nombreux outils lithiques datés de la même époque.
Le travail de la pierre taillée évoque la culture acheuléenne. Les outils sont tous de grandes dimensions : l'industrie lithique offre ainsi de nombreuses formes obtenues par percussion. Certaines sont produites par enlèvement d'éclats : des galets taillés, des pics et un biface lancéolé, ainsi qu'un racloir et un grattoir. Ces chasseurs utilisaient aussi des bolas, des petites boules de pierre obtenues par deux opérations distinctes ; chaque fois, il s'agit de travailler la pierre par des impacts successifs. Tout d'abord des fractures produisent des facettes, ensuite est effectué un travail de « bouchardage », assez rapide et efficace pour obtenir ces projectiles nécessaires dans certaines chasses ; mais rien ne prouve qu'ils aient été utilisés pour chasser. Cet outillage évoque l'industrie lithique découverte sur le site de Bose, à 140 km au sud-est, dans le bassin du Guangxi, datée d'environ 800 000 ans.
Les bifaces et les assemblages lithiques apparentés découverts dans le bassin de Baise (Bose) (Guangxi) dans le Sud, et le bassin de Luonan au Nord (Shaanxi) présentent une convergence avec l'industrie acheuléenne en termes de technologie et de types d'outils, qu'elle soit le fait de nouveaux groupes humains ou d'une transmission culturelle de voisinage.

### Homme de Hexian
Une calotte crânienne humaine fossile, trouvée dans le xian de He, datée d'environ 412 000 ans, est attribuée à l'espèce Homo erectus. Le volume endocrânien correspondant est estimé légèrement supérieur à celui de l'Homme de Pékin.

### Autres fossiles
Une prémolaire (ZB-1) est datée d'au moins 240 000 ans (site de Yanhuidong, Tongzi).

## Paléolithique moyen
À la différence des variations bien documentées en Occident, le monde asiatique, et en particulier la Chine, connaissent des variations très lentes. À peu près partout au Pléistocène moyen on rencontre du matériel oldowayen. En ce qui concerne le Paléolithique moyen il est souvent d'usage, depuis plusieurs décennies, de nommer ainsi les sites où l'on rencontre des Homo sp. "post-erectus".
Le peu de différence entre l'outillage du Paléolithique moyen et celui de la période précédente, au Paléolithique inférieur, a conduit les paléoanthropologues chinois à dénommer cette période de 300 000 à 40 000 ans Paléolithique inférieur tardif. La distinction qui apparait ensuite, l'apparition de lames vers 40 000 ans AP (Chine du Nord, Shuidonggou (Ningxia), correspond au début du Paléolithique supérieur. Ils ne retiennent donc que deux périodes inférieur et supérieur, ou Paléolithique ancien et récent. Mais il existe de fortes différences à cette époque entre Nord et Sud, où la technologie des outils sur galets s'est maintenue jusqu'au début de l'Holocène.

### Les sites
- Jinniushan : En 1974, le site de Jinniushan, Liaoning, a révélé les restes de l'Homme de Jinniushan, datés vers 260 000 ans, avec un assemblage lithique  généralement de petite taille qui comprend des nucleus simples, des éclats, des grattoirs, des pointes et des burins obtenus par percussion directe, le grattoir sur simple éclat à retouche occasionnelle étant le plus commun.
- l'Homme de Dali (295 000 ans) fait partie de ce groupe du Paléolithique moyen et semble proche de l'Homme de Jinniushan[30]. Tous deux pourraient être des représentants de l'Homme de Denisova[N 7],[31].
- Dingcun (Shanxi), fossile accompagné de nombreux vertébrés et de matériel lithique, datés d'après les restes culturels de 260 000 à 107 000 ans AP. On y trouve de nombreuses haches, ce qui en fait, actuellement, le centre de production de haches s'étendant le long des rivières Fen et Wei, en Chine du Nord[32]. Cette production s'explique par la grande quantité de cornéenne (horfels) sombres de haute qualité disponibles dans les lits des rivières à proximité.
- Le site de Xujiayao, sur la marge Ouest du bassin de Nihewan, aux limites du Hebei et du Shanxi (daté autrefois de 320 000 ans, puis entre 60 000 et 30 000 AP, et au-delà de 100 000 ans depuis 2019[33],[34]), présente des nucleus, éclats, les pièces retouchées et des débris sur galets de quartzite et quartz tirés des rives voisines. La plupart des pièces retouchées sont des petits grattoirs ; les sphéroïdes constituent plus des 27 pour cent de l'ensemble, une spécificité de Xujiayao : on y a trouvé un grand nombre d'os de cheval et de rhinocéros.
- Le site de Lingjing, site de plein air proche de la ville de Xuchang (Henan), découvert dans les années 1960 mais fouillé récemment (référence de 2017) : un calvarium est découvert sur le site parmi de nombreux ossements de mammifères et des milliers d'outils. Daté de 125 000 à 105 000 ans AP. Ce sont surtout de petits grattoirs, des pointes et des perçoirs tirés d'éclats de quartz, mais on rencontre aussi des galets aménagés et des pics sur quartzite. des os modifiés, souvent des pointes. De grands mammifères ont été chassés et débités ici, la plupart sont des aurochs et des chevaux.
- Le site de Jingshuiwan, découvert lors des travaux du barrage des Trois-Gorges (Hubei), est daté 70 000 ans AP. Il comporte de nombreux choppers et pics sur quartzite, assemblage habituel en Chine du Centre et du Sud au Pléistocène[35].
- La grotte de Guanyindong (Guizhou, Sud-ouest de la Chine), a livré 3000 pierres taillées, toutes en silex, et de nombreux animaux. Quelques éclats semblables au type Levallois découverts sur ce site, ont été probablement produits sur des nucleus discoïdes[36]. Ces outils sont de petite taille : galets aménagés, racloirs latéraux, grattoirs, encoches, denticulés, pointes, perçoirs, burins et des outils de hachage. Les pièces retouchées témoignent d'un travail de modification simple et irrégulier.
- La grande grotte de Dadong (Guizhou), occupée vers 300 - 190 000 ans AP, a livré, quant à elle, 2 000 pierres taillées, majoritairement tirées de petits nodules de silex[37] : petits outils en éclats, y compris grattoirs latéraux, perçoirs, encoches, denticulés et grattoirs d'extrémité [(en) end scrapers].
- Zhoukoudian (localité 15) - site découvert en 1932 et fouillé de 35 à 37 : L'assemblage faunique indique un âge tardif ou moyen du Pléistocène supérieur (qui commence à 126 000 ± 5 000 ans et s'est achevé il y a environ 11 700 ans), et des dates indiquent pour l'horizon culturel une tranche d'âge estimée entre 140 et 110 000 ans[38]. Le riche assemblage lithique est composé de plus de 10 000 artefacts en pierre, dont des marteaux, des nucleus, des éclats, des pièces retouchées. Des nucleus discoïdaux réguliers et des nucleus polyédriques fortement réduits sont également présents, témoignant d'une approche sophistiquée de la réduction du nucleus. Les outils retouchés sont principalement des racloirs latéraux. Parmi les autres types d'outils, citons les outils de hachage, les couteaux à dos, les pointes, les poinçons, les encoches et les burins. Les outils sont principalement en quartz et fabriqués sur des éclats; ils sont de petite taille, mais on rencontre quelques couteaux à dos de grande taille. La percussion directe au marteau dur (débitage unipolaire) était la principale méthode de débitage, mais le débitage bipolaire était également fréquent, rendant l'assemblage de Localité 15 unique dans le Paléolithique moyen chinois.

### Les Dénisoviens
La découverte des Dénisoviens, sous forme de restes fossiles très fragmentaires qui ne nous renseignent quasiment pas sur leur anatomie, mais dans un excellent état de conservation en ce qui concerne le matériel génétique, pose beaucoup de questions. Jean-Jacques Hublin (chaire de Paléoanthropologie au Collège de France) s'interroge sur le lieu de la découverte, l'Altaï au regard de certains résultats :  quand on étudie la variabilité du génome dans des populations actuelles, on trouve jusqu'à 6 % de l'ADN des Dénisoviens dans des populations aussi éloignées de l'Altaï que les Mélanésiens et les Australiens. Il envisage, en conséquence, le « centre » de la répartition probable des Dénisoviens en Asie orientale (« relativement vers le Sud »), l'Altaï étant à la périphérie de cette zone. Jean-Jacques Hublin propose donc que soient réétudiés certains restes fossiles qui correspondent à cette période et aux maigres indices que l'on possède sur la morphologie des Dénisoviens, et qui ont été découverts depuis longtemps en Chine : sur les sites de Jinniushan (péninsule du Liaodong), Maba (région des monts Nan-ling, Shaoguan, Guangdong), Dali (à proximité de la confluence de la rivière Wei et du Fleuve Jaune), et surtout les fossiles de Xujiayao (bassin de Nihewan, Hebei, à proximité du site de Xiaochangliang). Ce dernier sujet, daté 260–370 000 ans, pourrait constituer un excellent « candidat » au groupe des Dénisoviens.
La mandibule de Xiahe, demi-mandibule humaine fossile découverte en 1980 dans la grotte de Baishiya, près de Xiahe, dans le Gansu, en Chine, a été identifiée en mai 2019 comme ayant appartenu à un Dénisovien. Cette étude s'est appuyée pour la première fois sur l'analyse des protéines (paléoprotéomique) conservées dans le fossile, alors que l'ADN était trop dégradé pour être exploitable. La mandibule a conservé deux molaires, dont la morphologie est jugée comparable à celle des molaires trouvées dans la grotte de Denisova. Cette mandibule a un âge évalué par les séries de l'uranium à au moins 160 000 ans AP. Il s'agit du premier fossile dénisovien reconnu en dehors de la grotte de Denisova.

### Homo sapiens
La fin du Pléistocène (le Pléistocène supérieur s'étend de 126 000 à 11 700 ans) est marquée, en Chine, par la constitution de dépôts de lœss avec le déplacement et l'accumulation de sédiments sur le Gansu, le Shaanxi et le Shanxi. C'est au début du Pléistocène supérieur qu´Homo sapiens occupe peu à peu ces territoires qui sont devenus, aujourd'hui, la Chine. Un crâne d'Homo sapiens a été découvert à Liujiang, au Guangxi ; il est daté de plus de 68 000 ans, et semble participer de l'arrivée des Homo sapiens en Chine. Pour comparaison, un Homo sapiens a été retrouvé au Laos, sur le site de Tam Pa Ling, daté entre 64 000 et 46 000 ans.
Néanmoins, les études de paléogénétique ont montré que les fondateurs de toutes les populations vivantes non africaines se sont étendues à partir de l'Afrique il y a environ entre 65 000 à 45 000 ans. Ce modèle de « dispersion tardive » avait été remis en question par la découverte d'humains anatomiquement modernes (AMH) isolés dans des grottes du sud de la Chine suggérée dès vers 120 000 ans. Une équipe de chercheurs a évalué l'âge des premiers fossiles d'AMH provenant de cinq grottes de cette région à l'aide d'une analyse ADN ancienne et d'une stratégie de datation géologique à plusieurs méthodes. Ceux-ci constatent que les fossiles étaient beaucoup plus jeunes que ce qui avait été suggéré précédemment, certains vestiges datant de l'Holocène en raison de l'histoire complexe des dépôts dans ces grottes subtropicales. Selon ces chercheurs, les preuves actuelles montrent que les AMH se sont installés dans le sud de la Chine dans le délai fixé par des données moléculaires inférieures entre 50 000 à 45 000 ans et pas plus tôt.
Certains des premiers humains modernes à s'être installés en Asie de l'Est il y a plus de 40 000 ans ont occupé le vaste plateau du nord de la Chine pendant des milliers d'années. Ils ont chassé le cerf et il est possible qu'ils aient rencontré des Néandertaliens et d'autres humains archaïques. Mais, une étude des génomes anciens publiée en 2021 suggère que quelque temps avant la fin de la dernière période glaciaire, ces populations ont disparu. Il y a 19 000 ans, ces régions sont peuplées par un autre groupe d'humains modernes - les chasseurs-cueilleurs qui sont les ancêtres des Asiatiques de l'Est d'aujourd'hui. Ce groupe a remplacé les premiers humains modernes dans le nord de l'Asie de l'Est. On observe également, dès la fin du dernier maximum glaciaire, une séparation génétique entre les populations d'Asie du nord et les populations d'Asie du sud est qui perdure au moins jusqu'au début du Néolithique,.
À la fin de la dernière période glaciaire, l'homme augmente sa consommation de plantes sauvages et notamment de graminées : dans la région du moyen fleuve Jaune, on a trouvé des "mortiers" datant de 23 000 à 19 500 ans AP. Les analyses montrent des traces de graminées (Poacées) : tribu des Triticeae et Paniceae, des haricots de Vigna, l'igname de Chine et une cucurbitacée (Trichosanthes kirilowii).

## Paléolithique supérieur: la technologie des lames et haches bifaces
Lorsqu'apparaît la technologie des nucleus préparés Levallois et la production de bifaces on entre dans le Paléolithique supérieur. Entre ces premiers bifaces de l'Asie de l'Est au Paléolithique supérieur, qui ne sont donc évidemment pas synchronisés avec le « techno-complexe » Acheuléen en Afrique et en Eurasie occidentale, il existe donc un énorme décalage temporel, qui reste une énigme en 2017.
Cette technologie des bifaces se manifeste tout d'abord, en l'état actuel de nos connaissance en 2017, dans le Nord-ouest:  Luotuoshi et Gouxi (Xinjiang), Shuidonggou (Ningxia), Jinsitai et Dayao (Mongolie intérieure), ainsi que Xishi (Henan). Les plus anciens sites du technocomplexe à lame, dans la région, se trouvent dans l'Altaï, puis en Mongolie et dans la région des Ordos. Luotuoshi est le premier site associé au Paléolithique supérieur à lame en Chine ; il a été découvert dans le Nord-ouest du Xinjiang, en Dzoungarie, peut-être sur le parcours d'une hypothétique route de migration Ouest-Est, ou suivant une production originelle locale et des échanges entre groupes. La technologie des microlithes s'est poursuivie au Nord, accompagnée d'ornements et d'objets en os raffinés. Tandis que dans le Sud la tradition d'outils sur galets domine, et que les outils sur petits éclats augmentent nettement. Les recherches de 2012 indiquent que la technique de production de lame en Chine du Nord n'a pas été mise au point de manière indigène mais qu'elle a été introduite, peut-être par une ancienne population qui se déplaçait vers le sud et l'est de son territoire natal dans l'Altaï, ou par échanges de proche en proche. La correspondance entre la technique Levallois de Shuidonggou et celle de Luotuoshi (Dzoungarie, Nord Xinjiang) et de Gouxi (centre Xinjiang), ainsi qu'à proximité du lac Qinghai y est relevée : « ses particularités permettent de corréler ce techno-complexe avec celui du sud de la Sibérie et du nord de l'Asie centrale », entre Shuidonggou, donc, et la région de l'Altaï. Le site de Luotuoshi a produit 534 artefacts et de nombreux outils taillés dans ce qui semble un grès siliceux à grain fin, gris foncé et noir, collectés en surface, mais néanmoins datés du premier Paléolithique supérieur, dont 22,7 % de lames. Ce site serait un lieu de fabrication d'outils, en raison de son très grand pourcentage (26 % du total d'artefacts) comparé à des sites similaires en Sibérie et en Mongolie. 
- Le site de Xujiacheng, xian de Zhuanglang (Gansu), et daté entre 46 et 23 000 ans BP, a livré, sur 15 m2 plus de 5000 outils plus de 500 fossiles de vertébrés. Les galets de quartz et de granit ont fourni la matière première. La technique de débitage est la percussion directe, la percussion bipolaire étant rare. Il s'agit de la pratique traditionnelle, alors, en Chine du Nord (avant l'arrivée de la technologie des lames) qui produit des outils sur éclats simples[54].

- Le site de Shuidonggou, (sur la rive est du fleuve Jaune, à 30 km au sud-est de Yinchuan,  Ningxia) fouillé initialement par Teilhard de Chardin, a révélé, selon les derniers résultats (référence 2017) une occupation très longue depuis 40 000 ans, et 4 stades d'occupation[55]. Premier stade, de 40 à 33 000 ans, apparition de la technique Levallois. Second stade, entre 32 et 27 000 ans, les microlithes se multiplient et remplacent les artefacts et lames Levallois, certains portant l'indice d'un traitement par la chaleur et d'autres par des retouches extrêmement fines. Des perles en œuf d'autruche, des outils en os poli et de nombreux foyers en fosses donnent à imaginer ces groupes vivant à proximité du feu. Le troisième stade, vers 20 000 ans, se caractérise par un très petit nombre d'objets lithiques et par des foyers, contemporains du dernier maximum glaciaire (22-18 000 ans). Il y a un hiatus, dans l'occupation humaine à Shuidonggou, à cette période, très délétère pour les humains, et jusqu'à la suivante, vers 12-11 000 ans, où l'on rencontre de nombreux microlithes, des outils de pierre polie et des outils raffinés en os poli ainsi que des meules[56]. Les dépôts de déchets de pierre chauffée, semblent être la preuve de l'usage de pierres à bouillir afin de rendre les aliments touchés par une bactérie,  Escherichia coli , propres à être consommés[57]. La découverte de grandes quantités d'os écrasés de petits mammifères, permettent d'imaginer  de nouveaux types de chasse, peut-être avec des filets, et peut-être le développement de la « Révolution à Large Spectre » (alimentaire) [Broad Spectrum Revolution (en)] (BSR)[58],[59].

- Dahe : la grotte située dans le village de Cituo, Dahe county [sic] (Yunnan) a révélé des activités humaines avec un outillage taillé dans le tuf, le basalte, le silex, le grès et le calcaire siliceux, ainsi que des feux (sol et ossements) et probablement une surface "pavée" ; activités datées 44 000 - 36 000 ans BP. Ces fouilles de 2001, 2002 et 2006 ont aussi mis en évidence un travail exceptionnel de la pierre taillée, semblable au Moustérien : des nucleus discoïdaux, des pointes en trièdres, des racloirs discoïdaux, des denticulés, des outils à encoches et quelques autres types d'outils ont été finement et régulièrement retouchés[60].

- Zhoukoudian (Grotte supérieure) :  En Chine, l'homme anatomiquement moderne ou Homo sapiens est d'abord découvert, en 1933-34, dans la grotte supérieure de Zhoukoudian (Grotte supérieure), non loin de ses ancêtres du Paléolithique inférieur, Zhoukoudian (localité 1)[61]. La majorité des objets et os humains sont soit datés entre 34 000 et 27 000 ans AP. Les outils de pierre et d'os sont accompagnés de traces d'hématite, de perles colorées et de pendentifs faits de dents et de coquillages enfilés sur un lien, lui aussi, enduit d'hématite[62]. Cet Homme de Zhoukoudian (Grotte supérieure)  est un Homo sapiens qui a donc reçu une sépulture. On a découvert sur le même site des lames et des parures qui évoquent ce que l'on a découvert au Paléolithique supérieur en Europe. Cet homme vivait au milieu de forêts et de prairies, où il pratiquait chasse et pêche.

- La grotte de Chuanfandong, près de la ville de Sanming (Fujian) et datée entre 30 et 20 000 ans BP, montre, au niveau le plus ancien et depuis l'entrée, une vaste surface de sol (8 m de large et 22 m de profondeur) artificiellement construit avec diverses roches liées par un sable à quartz[63], ce qui procure une surface agréable, plate et surélevée par rapport au contexte du reste de la grotte, irrégulière et boueuse.

- Le site de Xishi, village de Daye, Dengfeng (Henan), en bordure de la rivière Wei, a été fouillé en 2010 ; il est daté d'après trois charbons autour de 22 000 ans BP, antérieur donc à la dernière période glaciaire. Sur 50 m2, 8 500 objets lithiques témoignent clairement d'une complète chaîne opératoire dans la production de lames avec un espace qui lui était réservé. Très rares sont les lames fonctionnelles trouvées sur le site car elles ont très probablement été utilisées ailleurs[64]. C'est, actuellement (en 2017), le plus ancien site de production de lames en Chine centrale.

- Shizitan, qui présente plusieurs sites de plein air sur les rives du Qingshui, affluent du fleuve Jaune, Xian de Ji (Tianjin) (Shanxi), a livré des ornements et des pierres à bouillir : datations 29 000 - 8 500 ans BP. Les 300 emplacements de feux, utilisés une seule fois seulement, sont de 4 types : placés sur une surface plate sans limitation, le plus commun ; surface plate avec une simple limite en pierres ; surface en creux peu profond, le sol y est bien brûlé sur les bords ; feu contenu dans une dépression limitée par des pierres. Ces types de feux sont généralement rassemblés, ce qui suppose un lieu fonctionnel associé à certains comportements, incluant des regroupements sociaux[65]. Sur un horizon daté 12 756 - 11 350 ans BP, on y a trouvé une pierre-mortier et son pilon : l'analyse indique qu'on les a utilisé pour traiter des plantes alimentaires, pour produire des pigments et pour polir des ornements. La proportion de millet ne cesse de croitre sur ce site, au cours de l'épisode climatique du Dryas récent.

## Tardiglaciaire
Vers 20000 ans AP, tout l'espace correspondant à la Chine actuelle est beaucoup plus froid et sec. Le niveau marin est 120 m en dessous du niveau actuel. Les températures sont, en Chine du Nord, entre 6 et 9 degrés Celsius plus basses qu'aujourd'hui et, au Sud, entre 4 et 5 degrés Celsius. Sapins et épicéas sont très répandus, une steppe gelée couvrant la majorité de la partie Nord.
À partir de 19 000 ans AP, les températures commencent à remonter et on passe progressivement d'un climat glaciaire à un climat froid, ce phénomène étant amplifié par l'effet des moussons dans une grande moitié Sud-est. Au cours de cette période de Tardiglaciaire, on assiste à une fluctuation du climat entre phases froides et phases plus tempérées.
Vers 14500 ans AP, le taux d'humidité s'élève progressivement dans le Nord, le Nord-Est et une partie du centre. Une forêt tempérée se développe dans le Sud et le niveau des lacs s'élève. Mais un épisode froid et sec, comparable au Dryas récent, frappe la région du moyen Fleuve jaune entre 13000 et 12500 ans AP et un phénomène similaire se produit dans la région du Yangzi vers 12900 - 10300 ans AP.
Comme ailleurs dans le monde, les groupes humains se sont adaptés à ces phénomènes climatiques successifs. Si les ressources sont abondantes, les chasseurs-cueilleurs se déplacent fréquemment afin d'éviter l'épuisement de ces ressources, mais si elles deviennent saisonnières ou parfois introuvables, de petits groupes de collecteurs se dispersent. Les ressources sont ensuite stockées pour assurer la jointure. Des formes de résidences plus stables apparaissent avec des campements temporaires lors des périodes de collecte intensive, ainsi qu'un outillage plus différencié, des moyens et des lieux de stockage. Cette transition, qui voit apparaitre au sein de populations paléolithiques des stratégies partiellement néolithiques, a conduit à reconsidérer, ces dernières décennies, l'ancienne rupture entre Paléolithique et Néolithique.

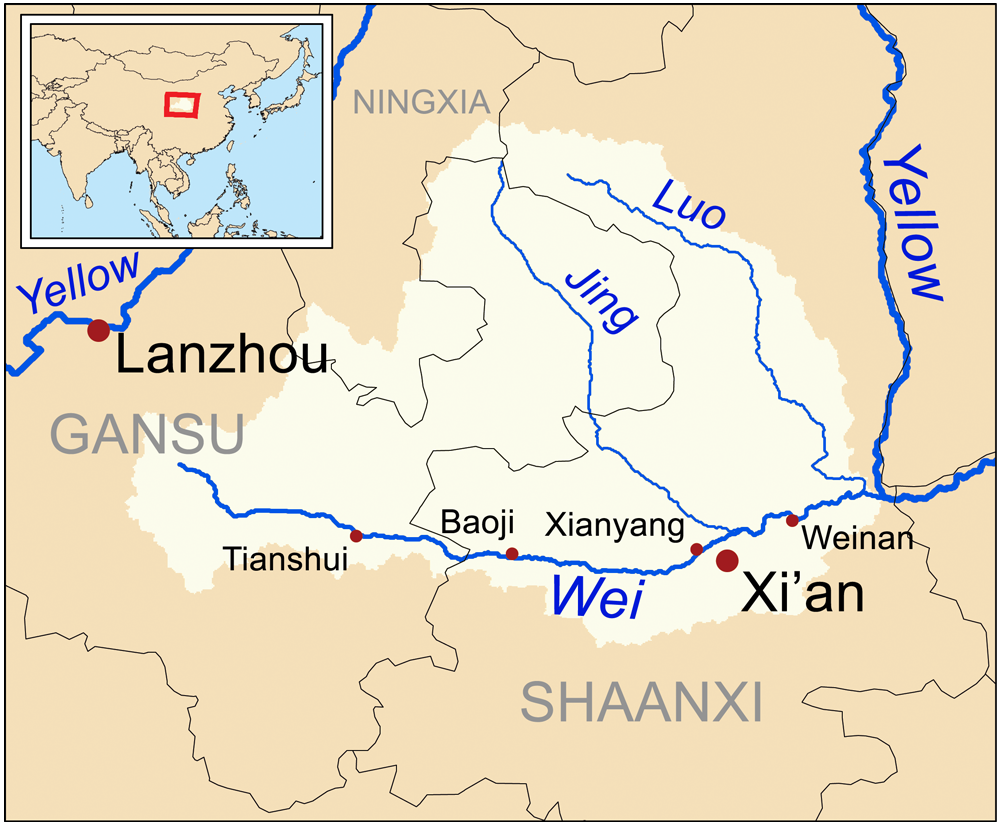
Le cours de la rivière Wei, affluent du fleuve Jaune, au Nord de la Chine

À la fin du Pléistocène supérieur, au Tardiglaciaire, les groupes de chasseurs étaient plus cueilleurs qu'auparavant et bougeaient à la recherche de « niches » temporaires et de possibles camps saisonniers. C'est dans ce contexte qu'apparaissent les premières poteries. De très nombreuses fouilles ont été entreprises depuis 1995 sur cette période,. 
Cette période voit surgir plusieurs innovations essentielles, comme la poterie et l'outil de pierre polie, au sein de populations de chasseurs-cueilleurs. Ce sont alors des groupes itinérants depuis des camps de base saisonniers. Au Sud, ces populations réalisent les premières poteries, probablement dans des camps utilisés sur d'assez longues durées. Elles exploitent une large gamme de ressources animales et végétales, où les plantes et les coquillages tiennent une place conséquente. Ailleurs, sous le climat encore froid et aride du nord de la Chine, parmi de nombreux microlithes, on trouve quelques poteries ou des mortiers et les premiers outils de pierre polie, de petite taille, qui pouvaient être transportés. Ils témoignent de la part prise par les végétaux dans l'alimentation. Comme dans d'autres parties du monde la céramique fait son apparition au sein des chasseurs-cueilleurs non sédentaires qui ont une alimentation diversifiée.

### Au Sud: la grotte de Yuchanyan (v.16 000 à 12 000 ans AP) et ses voisines
Au Pléistocène final (20000 - 11700 ans AP) plusieurs innovations sont constatées.
Grottes de Yuchanyan, xian de Dao (Hunan) et Zengpiyan, Guilin (Guangxi) : le climat change au Pléistocène final dans cette région du Sud Hunan et Nord Guangxi. Au Pléistocène final certaines ressources naturelles, comme les noix et les coquillages, deviennent plus abondantes et une stratégie de collecte, associée à une mobilité modérée, peut conduire vers certaines formes de sédentarité relative, des camps saisonniers avec une durée d'occupation relativement longue, comme le nécessitait le procédé de fabrication de la poterie à ses débuts. Dans un environnement riche en faune et en flore les populations de ces sites avaient une stratégie de subsistance étalée sur un large spectre où les oiseaux ont une part importante, en association avec la consommation de gastéropodes. Des espèces de riz sauvage étaient bien collectées mais ne représentaient qu'un faible complément alimentaire. C'est dans ce contexte, daté de 16 000-12 000 AP, que l'on a découvert dans la grotte de Yuchanyan la plus ancienne poterie utilitaire au monde. La terre de structure grossière et dégraissée avec du charbon de bois et du sable grossier étant cuite à basse température, le résultat donne une poterie très friable et poreuse.
Les grottes de Zengpiyan et Miaoyan (12 000-8 000 AP) permettent d'avoir une vue plus précise de ces populations dans cette région, au cours de cette transition climatique : ce sont apparemment des campements saisonniers, mais la réalisation et l'utilisation de poterie, dans la première étape de cette technologie, permettent de supposer que les périodes d'occupation étaient relativement longues, et avec une bonne organisation logistique pour leur approvisionnement ces populations n'étaient pas contraintes à de bien grands déplacements. L'apparition de la poterie (12 000-10 000 AP), modelée, s'est produite au sein de ces populations de chasseurs-cueilleurs non sédentaires. Le site de Zengpiyan a été utilisé jusqu'au cours de la néolithisation : à la fin de cette période d'occupation de la grotte, la terre cuite est alors montée au colombin, décorée, et on voit apparaître des pierres polies alors qu'il s'agit, cependant, toujours de chasseurs-cueilleurs.

### Au Nord
Une étude de 2018 indique que les Paléolithiques, vers 28 000 ans AP, avaient déjà coupé avec leurs outils de pierre taillée différents végétaux consommables dont le millet sauvage, dans la vallée du fleuve Jaune. La consommation de végétaux est bien visible, plus tard, à la fin du Pléistocène.
Il est, d'ailleurs, aujourd'hui possible de faire la comparaison entre ce qui se passe au Nord avec les données découvertes au Sud et au centre de la Chine. Une fouille de 2005 publiée en 2013 a révélé à Tianjin un site de la fin du Pléistocène-début de l'Holocène, Taiziling Paleolithic locality (à proximité du mausolée d'un prince de la dynastie Qing), et comportant de nombreux témoins de la production et de l'usage des microlithes des chasseurs-cueilleurs de l'époque en Chine du Nord. La comparaison a pu se faire avec d'autres sites du Nord de la Chine et des populations de chasseurs-cueilleurs dans des contextes différents : Xiachuan au Shanxi, 22 900-14 400, Longwangchan au Shaanxi, 18 000-13 000, Shizitan au Shanxi, 29 000-8 500 AP et Hutouliang au Hebei, 14 300-12 700. Avec de brusques variations climatiques (parfois avec un climat doux et sec) et avec une faune abondante et diversifiée, ces populations utilisent les mêmes microlithes pour la chasse mais ils sont manifestement très mobiles. Ici les campements peuvent être plus spécialisés que dans le Sud : lieux de production d'outils, lieux réservés au traitement des produits de la chasse et autres lieux spécialisés. On a trouvé aussi à Hutouliang quelques tessons, ce qui en fait le premier site pour la production de poterie en Chine du Nord. Des indices permettent de déceler les premières formes de consommation de millet sauvage sur un site de la fin du Paléolithique (Shizitan S9, daté entre 13 800 et 11 600 avant le présent).

## Mésolithique
L'Holocène commence vers 9700 av. J.-C., avec le réchauffement rapide du climat. Avec l'influence d'une mousson plus vigoureuse, les dernières traces de conditions climatiques froides disparaissent en Chine vers 7000. Les températures sont, à ce moment, de 1 à 3 °C plus chaudes qu'aujourd'hui, la mousson plus marquée et le niveau des lacs bien plus élevé. Un maximum de chaleur et d'humidité est atteint lors du pic de chaleur de l'Holocène (l'optimum climatique de l'Holocène) entre 7000 et 2000. Des régions du Nord-Ouest et du Nord sont atteintes, entre 9000 et 8000, par de fortes pluies de mousson, alors qu'aujourd'hui elles sont devenues des régions arides ou semi-arides. 
Au Mésolithique (d'environ 10000 à 6000 av. J.-C.) l'usage des microlithes se répand et prouve la mise en œuvre d'un savoir-faire précis allié à une anticipation de l'objet à réaliser ainsi qu'à la complexité des actes en jeu. Cette technologie est alors présente sur tout le territoire de la Chine actuelle et bien au-delà.[source insuffisante]
Dans de nombreuses régions, la pratique des chasseurs-cueilleurs (comme à Zengpiyan) se prolonge loin dans l'Holocène, parmi des populations qui sont déjà dans le Néolithique (culture et élevage).